# Афиногенова, Татьяна Игоревна
Татьяна Игоревна Афиногенова (родилась 5 декабря 1991) — российская гребчиха.

## Биография
Мастер спорта России. Участница чемпионата мира 2013 года, где российская восьмёрка стала восьмой.
Участница двух чемпионатов Европы. Бронзовый призёр чемпионата Европы 2013 года в гонке восьмёрок.
Вице-чемпион мира на молодёжном чемпионате 2013 года и бронзовый призёр молодёжного чемпионата мира 2012 года.